# Índex KWIC
Un índex KWIC és un tipus d'índex permutat en el qual el contingut temàtic d'una obra es representa mitjançant paraules clau del seu títol o d'altra font d'informació del document, extretes per una computadora o en forma manual de llistes de paraules significatives i no significatives.
En la sortida impresa, les paraules clau apareixen en ordre alfabètic, jerarquitzades d'alguna manera (per ex., en negreta), en una posició fixa, precedides i seguides per la resta de les paraules del títol o font, segons l'espai ho permeti, agregant un codi identificador del document. Com tot índex permutat, la seva eficàcia depèn en gran manera de la representativitat dels títols o fonts dels documents, encara que sofreix els problemes propis de la falta de control terminològic del llenguatge natural.